# 広島県道・岡山県道103号七曲井原線
広島県道・岡山県道103号七曲井原線（ひろしまけんどう・おかやまけんどう103ごう ななまがりいばらせん）は、広島県福山市から岡山県井原市に至る一般県道である。

## 概要
広島県福山市山野町大字山野から岡山県井原市下出部町（しもいずえちょう）に至る。

### 路線データ
- 起点：広島県福山市山野町大字山野 （広島県道21号加茂油木線交点[注釈 1]）
- 終点：岡山県井原市下出部町（国道313号交点[注釈 1]）
- 実延長
  - 広島県：5.145 km[1]
  - 岡山県：5.9 km[2]

## 歴史
- 1960年（昭和35年） 10月10日 - 岡山県告示第916号 および 広島県告示第682号[1]により認定される。
- 1972年（昭和47年）11月1日 - 広島県側の県道番号が現行のものに変更。
- 1975年（昭和50年）2月1日 - 広島県深安郡加茂町が福山市に編入。これにより起点部の地域の地名表記が変更（深安郡加茂町山野 → 福山市山野町山野）。
- 2006年（平成18年）3月1日 - 広島県深安郡神辺町が福山市に編入。

## 路線状況

### 道路施設

#### 橋梁
- 岡山県
  - 高屋橋（高屋川、井原市）
  - 後月橋（高屋川、井原市）

### 並行する旧街道
- 石見銀山街道（石見銀山 - 上下宿 - 高屋宿 - 笠岡港ルート）

岡山県井原市高屋町の旧山陽道（古代 - 近世山陽道）から広島県福山市神辺町大字三谷を経て、府中市上下地区に通じていたが、七曲峠より以北は踏襲する車道はない。

## 地理

### 通過する自治体
- 広島県
  - 福山市
- 岡山県
  - 井原市

### 交差する道路
| 交差する道路             | 都道府県名 | 市町村名 | 交差する場所                 | 交差する場所 |
| ------------------------ | ---------- | -------- | ---------------------------- | ------------ |
| 広島県道21号加茂油木線   | 広島県     | 福山市   | 山野町山野                   | 起点         |
| 広島県道390号三谷神辺線  | 広島県     | 福山市   | 神辺町字三谷                 |              |
| 国道313号 国道486号 重複 | 岡山県     | 井原市   | 下出部町（しもいずえちょう） | 終点         |

### 沿線
- 消渇神社（岡山県井原市高屋町） - 男性器の神様
- 経ヶ丸山
  - 高山寺（岡山県井原市高屋町）
  - すど観光農園（岡山県井原市高屋町）
  - 経ヶ丸グリーンパーク（岡山県井原市笹賀町）
  - 経ヶ丸オートキャンプ場（岡山県井原市笹賀町）
- 井原市立高屋小学校（岡山県井原市高屋町）
- 井原鉄道井原線 子守唄の里高屋駅（岡山県井原市高屋町、終点付近）